# BRIT Awards 2018
La XXXVIII edizione dei BRIT Awards, premi conferiti dalla BPI, si è svolta a Londra, presso la The O2 Arena, il 21 febbraio 2018.
La serata è stata condotta da Jack Whitehall e le candidature sono state annunciate il 13 gennaio 2018.

## Esibizioni
- Justin Timberlake & Chris Stapleton - Midnight Summer Jam, Say Something
- Rag'n'Bone Man & Jorja Smith - Skin
- Dua Lipa - New Rules
- Ed Sheeran - Supermarket Flowers
- Foo Fighters - The Sky Is a Neighborhood
- Liam Gallagher - Live Forever
- Sam Smith - Too Good at Goodbyes
- Kendrick Lamar & Rich the Kid - Feel, New Freezer
- Rita Ora & Liam Payne - Your Song, Anywhere, For You
- Stormzy - Blinded by Your Grace, Pt. 2, Big for Your Boots

## Vincitori
In grassetto sono indicati i vincitori.

### British Male Solo Artist (artista solista maschile britannico)
- Stormzy
- Ed Sheeran
- Liam Gallagher
- Loyle Carner
- Rag'n'Bone Man

### British Female Solo Artist (artista solista femminile britannica)
- Dua Lipa
- Jessie Ware
- Kate Tempest
- Laura Marling
- Paloma Faith

### British Group (gruppo britannico)
- Gorillaz
- London Grammar
- Royal Blood
- Wolf Alice
- The xx

### International Group (gruppo internazionale)
- Foo Fighters
- Arcade Fire
- Haim
- The Killers
- LCD Soundsystem

### British Breakthrough Act (artista rivelazione britannico)
- Dua Lipa
- Dave
- J Hus
- Loyle Carner
- Sampha

### Critics' Choice (scelta del pubblico)
- Jorja Smith
- Mabel
- Stefflon Don

### MasterCard British Album of the Year (album britannico dell'anno)
- Stormzy - Gang Signs & Prayer
- Dua Lipa - Dua Lipa
- Ed Sheeran - ÷
- J Hus - Common Sense
- Rag'n'Bone Man - Human

### British Single of the Year (singolo britannico dell'anno)
- Rag'n'Bone Man - Human
- Calvin Harris featuring Pharrell Williams, Katy Perry & Big Sean - Feels
- Clean Bandit & Zara Larsson - Symphony
- Dua Lipa - New Rules
- J Hus - Did You See
- Jax Jones & Raye - You Don't Know Me
- Jonas Blue & William Singe - Mama
- Liam Payne & Quavo - Strip That Down
- Little Mix - Touch

### International Male Solo Artist (artista solista maschile internazionale)
- Kendrick Lamar
- Beck
- Childish Gambino
- DJ Khaled
- Drake

### International Female Solo Artist (artista solista femminile internazionale)
- Lorde
- Alicia Keys
- Björk
- Pink
- Taylor Swift

### British Producer of the Year (produttore britannico dell'anno)
- Steve Mac

### British Video (video britannico)
- Harry Styles - Sign of the Times
- Ed Sheeran - Shape of You
- Little Mix - Touch
- Liam Payne & Quavo - Strip That Down
- Zayn & Taylor Swift - I Don't Wanna Live Forever

### BRITs Global Success
- Ed Sheeran